# Joris Chamblain
Joris Chamblain é um roteirista de história em quadrinhos, romancista e escritor de livros infantis francês. Seu primeiro romance gráfico, Carnets de Cerise (desenhos de Aurélie Neyret), conquistou sucesso de crítica e ganhou o Prêmio da Juventude no Festival Internacional de Quadrinhos de Angoulême em 2014. A edição brasileira do livro, publicada em 2018, ganhou no ano seguinte o Troféu HQ Mix na categoria "melhor publicação infantil".